# زمردماهی دلقک
زمردماهی دلقک (نام علمی: Coris aygula) نام یک گونه از سرده زمردماهی‌های رنگین‌کمانی است.